# 非洲世界航空
非洲世界航空（Africa World Airlines / AWA）是一家總部位於加纳阿克拉的航空公司，其枢纽机场为科托卡国际机场，提供加纳国内客运服务及周边国家来往的国际客運服務。

## 歷史
非洲世界航空於2010年成立，由海航集团、中非发展基金、加纳社保基金和加纳SAS集团合資創辦。
2012年9月21日，非洲世界航空正式首飛。
2017年10月，非洲世界航空獲得IATA完整會員資格。
受新冠肺炎疫情影响，2020年4月1日至4月30日期间，非洲世界航空停止运行，并于同年5月1日恢复运行。。

## 机队

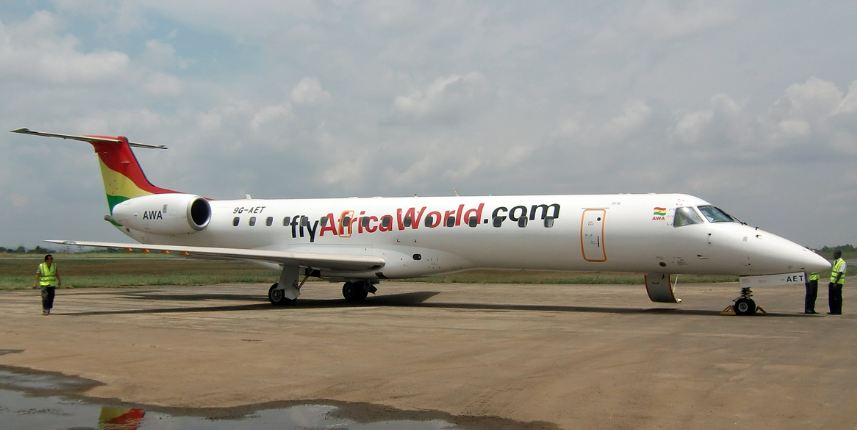
一架AWA的ERJ-145LR 在科托卡国际机场

## 飞行航點

### 國內線航点
- 科托卡国际机场（樞紐機場）
- 庫馬西機場
- 塔科拉迪機場
- 塔馬利機場
- Wa機場

### 國際線航点
- 尼日利亞
  - 穆尔塔拉·穆罕默德国际机场
  - 纳姆迪·阿齐基韦国际机场
- 利比利亞
  - 罗伯茨国际机场
- 塞拉利昂
  - 隆吉國際機場
- 科特迪瓦
  - 阿比让费利克斯·乌弗埃-博瓦尼国际机场

## 外部連結
- 官方網站（英文）

1. ↑  . Ghana News Agency.   [2020-03-31]. （原始内容存档于2019-04-14）.
2. ↑  .   [2020-03-31]. （原始内容存档于2021-02-25）.
3. ↑  . FlightRadar24.   [2019-03-29]. （原始内容存档于2019-09-02）.
4. ↑  . ch-aviation.   [2019-03-29]. （原始内容存档于2013-08-23）.
5. ↑  . Flightglobal.com.   [2020-03-31]. （原始内容存档于2012-11-05）.
6. ↑  . Ghana News Agency.   [2020-03-31]. （原始内容存档于2012-08-03）.